# Magnolia insignis
Giổi đá hay mỡ, mộc lan đỏ (danh pháp khoa học: Magnolia insignis) là một loài thực vật có hoa trong họ Magnoliaceae. Loài này được Nathaniel Wallich mô tả khoa học đầu tiên năm 1824.
Tại Trung Quốc gọi là hồng hoa mộc liên (红花木莲), nghĩa đen là cây sen gỗ hoa đỏ.

## Phân bố
Loài này có trong khu vực từ đông bắc Ấn Độ (Assam), Nepal, miền bắc Myanmar tới Trung Quốc (Quảng Tây, Quý Châu, tây nam Hồ Nam, tây nam Tứ Xuyên, đông nam Tây Tạng, Vân Nam), Thái Lan và Việt Nam. Môi trường sống là rừng lá rộng thường xanh; ở cao độ 900-1.650 m.

## Mô tả
Cây gỗ, cao tới 30 m, đường kính ngang ngực tới 20 cm. Các cành nhẵn nhụi hoặc các đốt có lông tơ màu từ nâu đỏ gỉ sắt đến nâu ánh vàng khi non. Sẹo lá kèm 0,5-1,2 cm. Cuống lá 1,8-3,5 cm; phiến lá hình trứng hẹp hoặc hình elip, 10-26 × 4–10 cm, dạng da, mặt gần trục nhẵn nhụi, gân giữa mặt xa trục có lông tơ màu nâu ánh đỏ hoặc có lông cứng nhỏ áp ép rải rác, phần gốc ~2/3 thon thành đáy, đỉnh nhọn thon đến nhọn thon-hình đuôi. Các cành ngắn mập và khỏe, đường kính 8–10 mm; sẹo lá bắc 1, ~1 cm ở đáy cánh đài. Hoa thơm. Cánh đài 9-12; 3 cánh đài bên ngoài có màu nâu ở mặt xa trục, màu từ ánh đỏ tới đỏ ánh tía ở mặt gần trục, hình trứng ngược-thuôn dài, ~7 cm, cong ra phía ngoài; các cánh đài giữa và bên trong màu hồng ánh trắng sữa, hình trứng ngược-hình thìa, 5–7 cm, thẳng đứng, gốc ~1/4 thon và có vuốt. Nhị 1-1,8 cm; chỉ nhị dài gần bằng phần thò ra của mô liên kết; mô liên kết thò ra và tạo thành một mấu nhọn hình tam giác; các mô vỏ hơi khác biệt. Bộ nhụy thon búp măng, 5–6 cm; các lá noãn nhẵn nhụi, mặt xa trục có rãnh hẹp. Quả màu đỏ ánh tía khi còn tươi, hình trứng-elipxoit, 7–12 cm; các lá noãn trưởng thành có mấu, nứt hoàn toàn dọc theo các đường ráp ở lưng. Ra hoa tháng 5-6, tạo quả tháng 8-9. 2n = 38.